# 二階堂行綱 (室町時代)
二階堂 行綱（にかいどう ゆきつな）は、室町時代前期の武将。応永18年（1411年）、父行貞の死去により家督と薩摩国阿多郡の所領を継ぎ、薩摩守護の島津氏に仕えた。